# ニュースチャンネル
ニュースチャンネルとは、最新のニュースを確認できるWiiチャンネルである。当初は2007年1月27日にサービスを開始する予定だったが、1日繰り上げて2007年1月26日にサービスを開始した。2013年6月28日にサービスを終了した。

## 機能
このチャンネルは、Wiiをインターネットに接続して、本体を更新することで利用可能となる。また、このチャンネルの機能上、利用時にもインターネットに接続する必要があり、さらに本体設定のWiiConnect24をONに設定する必要がある。

### ニュース機能
ニュースチャンネルを起動すると「政治」「経済」「国際」「社会」「スポーツ」「芸能文化」の6つのジャンルが表示され、選択するとニュース一覧が表示される。ニュースの見出し左側に表示されるマークで既読・未読が判断でき、ニュース記事を選択すると詳細が表示される。写真付きの記事も提供される。

### 地球儀機能
ニュース記事の詳細を表示している時に、一緒に表示される地球儀によってその記事の関連地域を確認できる（一部表示されない記事もある）。また表示されている地球儀を押すと地球儀が全画面表示となり、地球儀を回転させることが可能で、自分の見たい地域のニュースを選択することが可能である。なお、ニュース原稿が地球儀上に積んであるように見える。

### 拡大・縮小
見出し・ニュース記事の本文・地球儀は拡大・縮小が可能。

### 流し読み機能
「流し読み」を選択すると、ニュース記事が4秒間隔で次々表示される。その際、Wiiリモコンの1ボタンと2ボタンで表示間隔を調節(1～10秒)、Aボタンでニュース詳細の表示、十字ボタンの左右で記事を戻したり飛ばすことが出来る。ジャンル選択画面から「流し読み」を選択すると、政治分野から全ての記事が表示され、ジャンルを選択してから「流し読み」を選択すると、そのジャンル内のみの記事が表示される。

### その他の仕掛け
- 「流し読み」で流れる音楽は深夜と昼間では変化する。
- ニュースチャンネル起動時に表示される黒い猫を選択すると、ニュースチャンネルに関するアドバイスが表示される。ちなみにニュースチャンネルに登場する黒い猫は兄「ルンダ」で、写真チャンネルに登場する黒い猫は妹「ラッシー」という関係になっている[2]。

## 情報更新頻度
WiiConnect24を利用して、1時間毎に最新のニュースを自動取得する。ただし、ニュースチャンネルや他のチャンネル、ディスクソフト起動中、赤ランプで電源を切っている場合は更新されない。

## 情報提供元
日本語ニュース提供元は日テレNEWS24（日本テレビ放送網・NNNに加盟する30の放送局が取材を担当）と毎日新聞社。
英語・フランス語・スペイン語・オランダ語・ドイツ語・スイス系ドイツ語のニュース提供はAP通信。AP通信は写真だけでなく、将来的に動画等のマルチメディアコンテンツも配信する予定。
地球儀機能技術提供元はgoo（NTTレゾナント・NTTコミュニケーションズ）」。地球儀のイメージデータ提供元はNASA。星のデータは国立天文台。